# Improperia
Nella liturgia cattolica, gli Improperia sono una serie di responsori parte dell'Azione liturgica della Passione del Signore del Venerdì santo. Essi corrispondono ai rimproveri di Gesù Cristo contro il suo popolo, che, malgrado tutti i favori concessi da Dio (a partire dalla liberazione dall'Egitto) si è reso responsabile della crocifissione.
Nella liturgia del Venerdì santo, il canto degli Improperia è previsto nel corso dell'adorazione della Croce. Ad ogni antifona solistica, in cui un episodio dell'Esodo viene messo in contrasto con uno della Passione, due cori alternati rispondono acclamando il Trisagion in lingua greca e latina.

## Storia
Non si conosce con certezza la data in cui gli Improperia sono entrati a far parte della liturgia. Se ne è trovata testimonianza in documenti del IX e X secolo, e tracce di essi in manoscritti anteriori. Edmond Martène, nel De antiquā ecclesiæ disciplinā (c. XXIII) fornisce diversi frammenti di ordines in cui sono contenuti, tra cui alcuni risalenti al VII secolo. Secondo Jules Isaac sarebbero invece apparsi nell'VIII secolo. Per Erik Peterson, la loro adozione è avvenuta in corrispondenza alla nuova formulazione dell'Oremus et pro perfidis Judaeis. Gli Improperia si sarebbero quindi diffusi in Europa tra l'XI e il XII secolo, prima di essere integrati nell'Ordo romano nel XIV secolo. All'inizio, le prescrizioni erano diverse: in molte versioni era il celebrante a cantare i versetti e non i solisti del coro.

## Adattamenti musicali
In origine, gli Improperia erano cantati su una melodia gregoriana. Nel 1560, Giovanni Pierluigi da Palestrina ne compose una versione polifonica che papa Pio IV ordinò fosse utilizzata nella Cappella Sistina. 
Ne viene eseguita una versione, in stile a cappella simile di Tomás Luís De Victoria. 
Più recentemente, altri compositori si sono misurati con gli Improperia, tra cui Federico Mompou, Karel Goeyvaerts, Krzysztof Penderecki (nella sua Passione secondo Luca) e Petr Eben, autore di una versione orchestrale.

## GliImproperiae l'antisemitismo
Secondo Jules Isaac gli Improperia rappresentano l'esempio migliore della volontà di svilire gli ebrei come popolo deicida. Le riprovazioni di Cristo sono globali, l'onta ricade sul popolo ebraico in generale, sugli ebrei di tutti i tempi, grazie anche a «slanci poetici d'incomparabile efficacia.» In Gesù ed Israele Isaac afferma che la maestà, la solennità, la bellezza del rito aiutano a imprimere nei fedeli un subconscio antisemita.
La chiesa cattolica ha riaffermato nel concilio Vaticano II l'interpretazione degli Improperia come rivolti all'intera umanità e non al solo popolo ebraico. Tale posizione è condivisa con la maggior parte delle chiese cristiane.

## Struttura
Gli Improperia si dividono in due parti: nella prima tre versetti (Popule meus da Michea 6,3, Ego eduxi da Geremia 2,21 e Quid ultra, da Isaia 5,2.40) seguiti ognuno dal Trisagion; nella seconda invece nove rimostranze seguite ciascuno dalla ripetizione del Popule meus. Gli Improperia propriamente detti sono quindi succeduti dall'antifona Crucem tuam adoramus, primo versetto del salmo 66, dal Crux Fidelis, e dall'inno Pange lingua gloriosi proelium certaminis.

## Testo
Due cantori
Popule meus, quid feci tibi? aut in quo contristavi te? responde mihi.
Quia eduxi te de terra Aegypti: parasti Crucem Salvatori tuo.
Primo coro
Agios o Theos.
Secondo coro
Sanctus Deus.
Primo coro
Agios ischyros.
Secondo coro
Sanctus fortis.
Primo coro
Agios athanatos, eleison imas.
Secondo coro
Sanctus immortalis, miserere nobis.
Due cantori del secondo coro
Quia eduxi te per desertum quadraginta annis, et manna cibavi te, et introduxi te in terram satis optimam: parasti crucem Salvatori tuo.
I due cori alternati
Agios o Theos...
Due cantori del primo coro
Quid ultra debui facere tibi, et non feci? Ego quidem plantavi te vineam meam speciosissimam: et tu facta es mihi nimis amara: aceto namque sitim meam potasti: et lancea perforasti latus Salvatori tuo.
I due cori alternati
Agios o Theos...
Due cantori del secondo coro
Ego propter te flagellavi Aegyptum cum primogenitis suis; et tu me flagellatum tradidisti.
Entrambi i cori
Popule meus, quid feci tibi? aut in quo constristavi te? responde mihi.
Due cantori del primo coro
Ego eduxi te de Aegypto, demerso Pharaone in mare rubrum; et tu me tradidìsti principibus sacerdotum.
Entrambi i cori
Popule meus...
(Ogni versetto alternando i solisti tra i due cori, la risposta insieme)
Ego ante te aperui mare, et tu aperuisti lancea latus meum. Popule meus...
Ego ante te praeivi in columna nubis: et tu me duxisti ad praetorium Pilati. Popule meus...
Ego te pavi manna per desertum; et tu me caecidisti alapis, et flagellis. Popule meus...
Ego te potavi aqua salutis de petra; et tu me potasti felle, et aceto. Popule meus...
Ego propter te Chananaeorum Reges percussi: et tu percussisti arundine caput meum. Popule meus...
Ego dedi tibi sceptrum regale; et tu dedisti capiti meo spineam coronam. Popule meus...
Ego te exaltavi magna virtute; et tu me suspendisti in patibulo Crucis. Popule meus...